# フォーミュラ・ニッポン

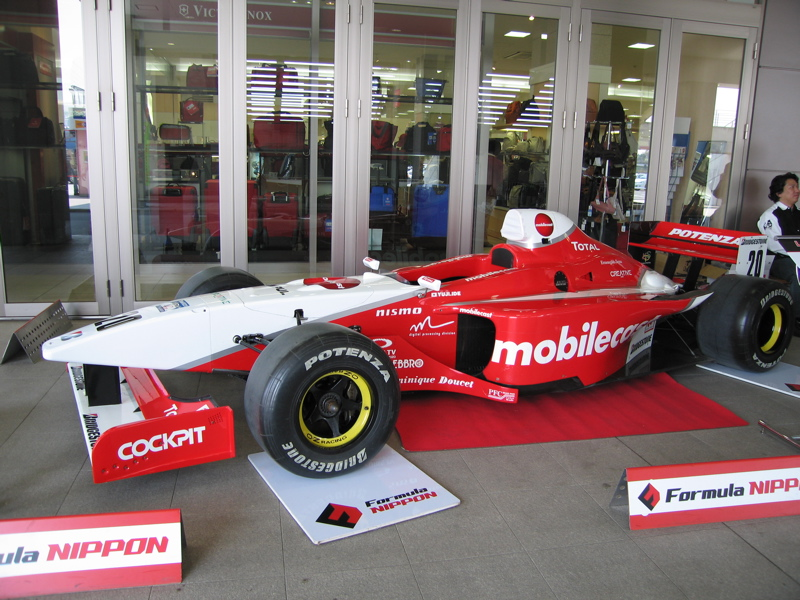
Lola B351（2005年 井出有治）

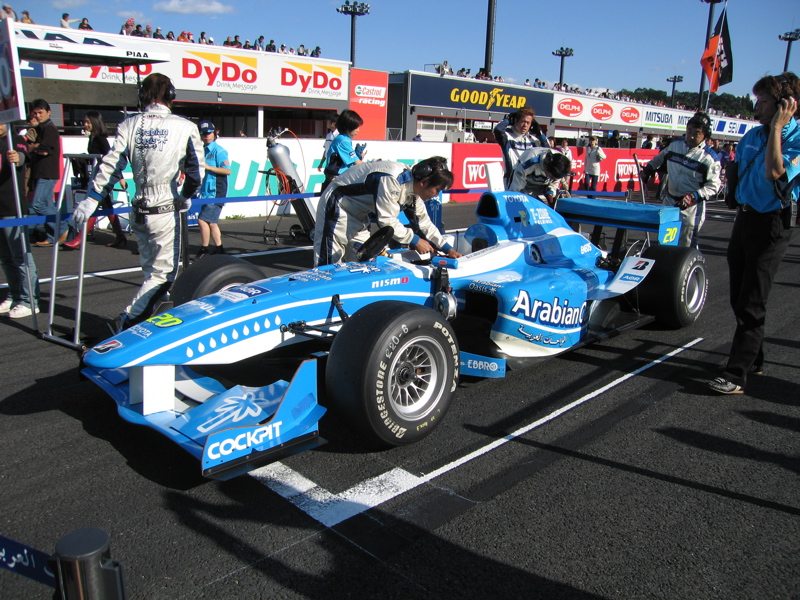
Lola B06/51 (FN06) （2007年 ミハエル・クルム）

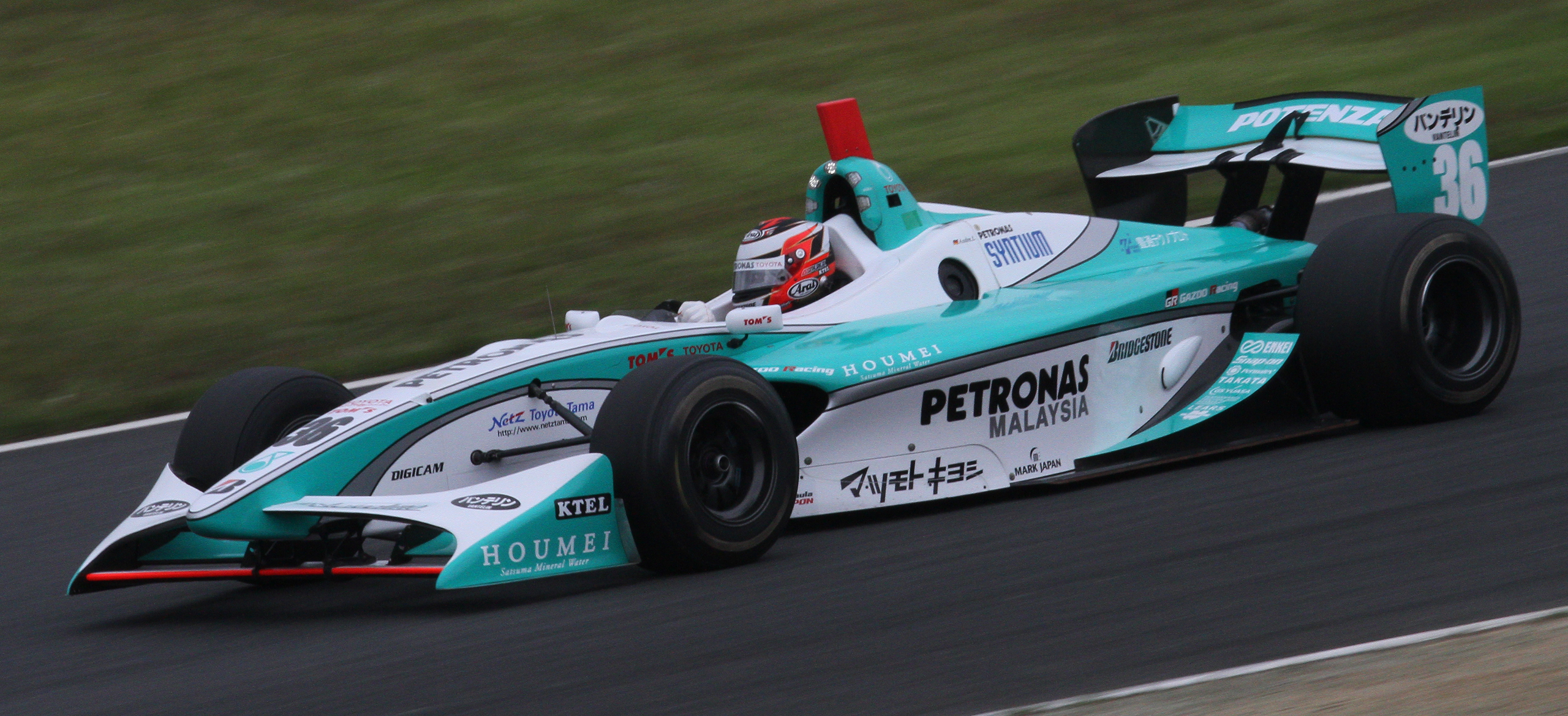
スウィフト・017.n (FN09) （2010年 アンドレ・ロッテラー）

全日本選手権フォーミュラ・ニッポン（Japanese Championship Formula Nippon）は、1996年から2012年まで日本で開催されていた自動車レースで、全日本スーパーフォーミュラ選手権の前身である。
JAF略称は「FN」（2009年までは「JAF-F3000」）、レース格式は国際。フォーミュラカー（オープンホイール）を使用した四輪レースで、日本最高峰かつ独自のカテゴリーであった。“日本一速い男 決定戦”とも呼ばれ、レース専門誌やファンの間では「Fポン（エフポン）」や「FN（エフエヌ）」などと略される。

## 概要
日本レースプロモーション（JRP）を運営母体とし、日本自動車連盟（JAF）公認の下、全日本F3000選手権を引き継ぐ形で1996年にスタートした。
当時、国際F3000がレギュレーション変更によりワンメイク化されたのに対し、国内レース関係者はこれを良しとせず、発足当初は従来のF3000レギュレーションを継続。1999年より新しい国際F3000の安全基準のみを取り入れ、車両規則は独自のレギュレーションを規定した。
2012年をもって「フォーミュラ・ニッポン」の名称での開催を終了し、翌2013年からは「スーパーフォーミュラ」と名称を変更して開催されている。

## レース形態
2000年からレース途中のタイヤ4輪交換を義務づけることでレースのエンターテインメント性を高め、チームとドライバーにはレース戦略の構築が求められるようになった。
2003年からローラのワンメイクになるにあたり、レース距離は変えずに「再給油」を導入したが、レース途中で再給油せずにレースを走りきってしまう場合があったため、2004年からレース距離をそれまでの200kmから伸ばし、さらに2005年からはF1とほぼ同じ「300km」とした。これにより無給油でレースを走りきれないようになったはずだったが、実際には無給油で走りきってしまうチームが続出した。
また、ピット作業の人数を制限したこと、後にタイヤ4輪交換の義務をなくしたことで、前後いずれかのみ、または左右いずれかのみの2本を交換することでピットインの時間を短くする戦略も生まれた。
2007年にはレース距離を最短230kmから最長300kmまで幅を持たせたり、ピットインの義務付けをなくしたりと、レースにバラエティをもたせる試みがなされた。また第3戦（もてぎ）ではスペシャルステージ方式の予選が行われた。
2008年は、第5戦（鈴鹿）と第6戦（もてぎ）と第7戦（富士）で2レース制を採用した。2レース目のスターティンググリッドは第1レースの上位8台がリバースグリッド、9位以下は第1レースの着順のままであった。また2レース制の導入によりポイントシステムが変更された。予選システムに関しては、F1でも採用されているノックアウト方式の予選が採用された。
2009年は参戦コスト抑制を目的に、大会日程を3日間から2日間に短縮。前年採用した2レース制やリバースグリッドは採用せず、レース距離も最長250kmに短縮された。なお、予選は前年同様ノックアウト方式であるが、エントリー数の減少もあって予選順位の配分が変更された。

## 海外での開催
2004年にはマレーシア（セパンサーキット）で初の海外戦を行ったが、現地のオーガナイズに問題が多く、通常国際格式で行われるはずのレースがなぜか準国際格式で行われたほか、レースの賞金の支払を巡るトラブルも発生した。2005年もセパンでのレース開催を予定していたが、現地オーガナイザーとの交渉が決裂し開催は中止された。2000年から2002年には、スカラシップとしてアジアのドライバーをシリーズに招き入れるなどの制度を実施していたが、その試みは3回のみで中断した。

## マシン

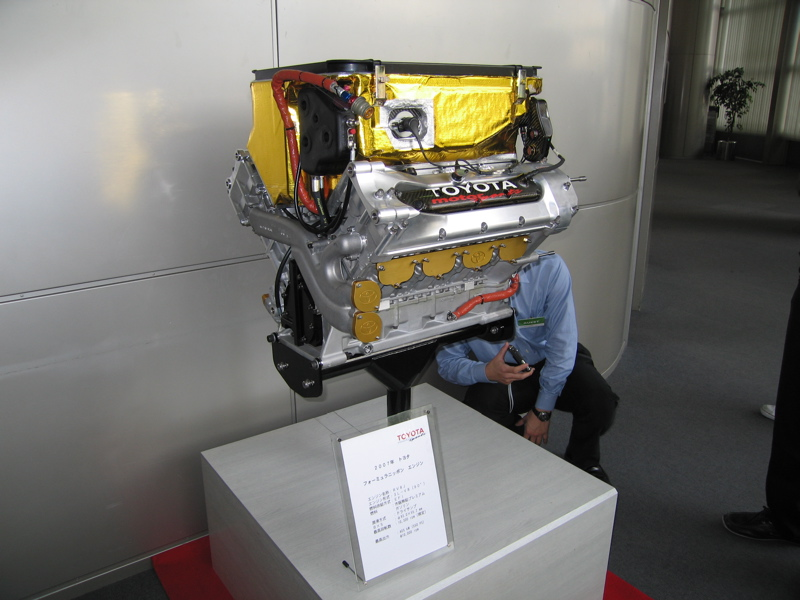
トヨタRV8J（2006年仕様）

シャシー
発足当初は旧全日本F3000を受け継ぐ形で、レイナード、ローラ、童夢がシャシーを供給していたが、JRPがフォーミュラ・ニッポン専用マシンの供給を打診したところ、1999年より、ローラ、レイナード、Gフォース（現 パノス）の3メーカーが専用シャシーの供給を開始した。しかし、ローラとGフォースの戦闘力不足もあってレイナードの実質ワンメイク状態へと年を経るごとに変化した。
2002年にレイナードが倒産したため、2003年からローラのワンメイクとなり、3年毎にシャシーが更新されることになった。2006年はシャシー更新の年に当たり、引き続きローラ製の新型シャシー「B06/51（FN06）」が使われることになった。この「FN06」は、前年度まで使用されていた「B351」の正常進化形であり、モノコックについては変更部が認められないものの、新エンジンの搭載に伴う出力の増大と低重心化に対応して各ユニットを再設計したものであった。
また、これまで変速にはシーケンシャルシフトが採用されていたが、「FN06」のステアリング操舵荷重が走行時は極端に重いことや、よりハイレベルな攻防を可能にするため、2009年に予定されていたパドルシフト（ザイテック社製）の導入を2008年に前倒した。
2009年からは後述の通り、スウィフト・エンジニアリング社製のシャシー「017.n（FN09）」が導入された。
「FN09」も導入当初よりステアリングの操舵荷重の重さが問題となっており、2010年よりパワーステアリングの装着が認められ、第5戦（菅生）より装着された。
エンジン
旧全日本F3000と同様に3,000cc V8エンジン（9,000rpmでリミッターが作動）がそのまま用いられ、無限（現 M-TEC）のMF308、コスワースのDFV（一時期ACも使用された）、ジャッドのKVなどが当初は使用された。しかし、コスワースとジャッドは2年足らずで淘汰されてしまい、その結果1999年から2005年までは無限MF308の事実上ワンメイクとなっていた。
しかし、その無限MF308も供給が困難になってきたため、2006年からホンダとトヨタが、インディ・レーシング・リーグ（IRL）用のエンジンをベースとした専用エンジンのホンダ・HF386E及びトヨタ・RV8J（3,000cc V8は変わらず、リミッターの設定は10,300rpmに引き上げられた）を供給することとなった。
2006年から2008年のエンジン使用勢力図は、日産系のIMPUL等がトヨタエンジンを選択したり、トヨタ系の新規参入チーム（TOM'SやINGING 等）が増えたこともあって、トヨタエンジンを使用するチームが多数派を占めた。なお、各チームは3年間同一メーカーのエンジンを搭載するよう決められていた。成績面においては、2007年シーズン序盤までは特に燃費面でトヨタエンジンの優位が目立ち、結果として上位の成績をトヨタユーザーが独占する状態になっていたが、シーズン中盤からはホンダエンジンを搭載するNAKAJIMA RACINGの巻き返しが見られた。
2009年シーズンからは、SUPER GTのGT500クラスに使用するものと基本設計が同じ3,400cc V8エンジンのホンダ・HR09Eとトヨタ・RV8Kが供給された。また、レブリミットを20秒だけ10,700rpmまで引き上げるオーバーテイクシステムを新たに導入。1レース5回まで使用が許され、システムの使用中（システム作動5秒後にランプが点滅）および使用回数（使用可能回数のランプが点灯）が一目で分かる“オーバーテイクランプ”（PIAAが供給）がドライバーの頭上に設置された。通常ランプは白色で点灯するが、シリーズのポイントリーダー（開幕戦は前年のドライバーチャンピオン）のみ赤色で点灯する。
タイヤ
初年度はブリヂストンと横浜ゴムが供給していたが、レース費用低減を図るため翌1997年からのワンメイク化が決定。コンペティションの結果、ブリヂストンが独占供給することとなった。なお、その後レギュレーションでタイヤメーカーは1メーカーのみと定められた。
土曜日の予選から日曜日決勝までに一人のドライバーが使えるタイヤはドライ、ウェット各4セットずつと定められた。ドライタイヤにはスタンダードコンパウンドとソフトコンパウンドの2種類があり、ツインリンクもてぎ以外ではスタンダードが供給された。なお、2007年シーズン途中に2008年スペックのタイヤが前倒しで供給され、耐久性、グリップともに向上したタイヤが用いられることとなった。
ウェットタイヤは1パターンのみであるが「ステルスパターン」と呼ばれる溝により、磨耗が進むと路面との接地面積が増え、インターミディエイト的な使用も可能であった。

## チーム名
シリーズ発足に際し多くのファンに親しみを持ってもらうため、全エントラントは従来のエントラント名や車名（スポンサー＋マシン）ではなく、野球やサッカーで一般的な“チーム名”を使用した。これはレース界で初の試みであった。

## JRP中期計画

### 2009年 - 2011年

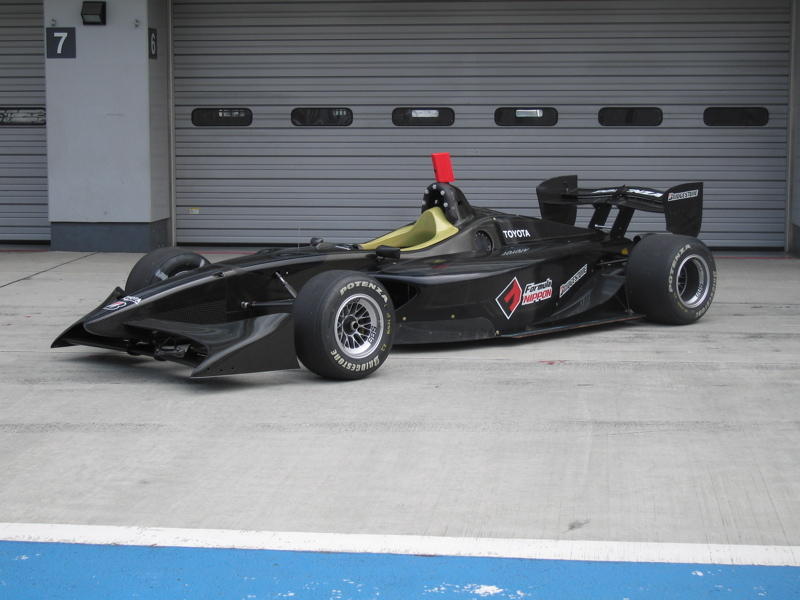
FN09(Swift 017.n)
(シェークダウンテストにて)

JRPは、2007年8月26日に「2009〜2011 JRP中期計画報告会」を開催し、2009年以降の基本方針および新規導入車両を発表した。これはシリーズのさらなる活性化を目指して、新たな取り組みを開始するものであった。
基本方針
- 世界から目標とされるシリーズの構築
- ファンの満足度アップとなる、最も面白いレースの提供
- 新シャシー、新エンジンの導入
- 新規レースの調査・研究（市街地レース、オーバルレース）
- ハイブリッド、水素、バイオエタノールなどの環境に配慮したエンジンの研究
- 大会数は最大で国内10戦・海外1戦とし、パシフィックエリア開催を目指す

車両（スウィフト・エンジニアリング社製）
- 日本独自のカテゴリーとして、今までにない斬新なデザインの追求（先進性と変化）
- よりスリリングなレース展開が可能な車両
- 最低3年間使用可能な安全性と耐久性の確保

|                    | FN09(新型車両)   | FN06(旧型車両)              | 備考                                          |
| ------------------ | ---------------- | --------------------------- | --------------------------------------------- |
| 全長               | 4,775mm          | 4,667.5mm                   |                                               |
| ホイールベース     | 3,000mm          | 3,000mm                     |                                               |
| 車両最大幅         | 2,000mm          | 1,800mm                     | 車両中心線からタイヤ外側まで実測で1,000mm以内 |
| 車体最大幅         | 1,600mm          | 1,450mm                     | ウイングを除く、ボディワークの最大幅          |
| フロントウイング幅 | 1,800mm          | 1,450mm                     |                                               |
| リヤウイング幅     | 1,220mm          | 1,000mm                     |                                               |
| 車両重量           | 670kg            | 666kg                       | ドライバー搭乗時                              |
| 燃料タンク容量     | 115L             | 135L                        | 車体サイドに設ける給油口から給油可能な最大値  |
| ミッション         | リカルド社製6速  | ヒューランド社製6速         | 共にパドルシフト                              |
| ブレーキ           | PFC社製6ピストン | ブレンボ社製4ピストン       |                                               |
| フロントタイヤ     | 235/55R13        | 235/55R13                   |                                               |
| リヤタイヤ         | 340/620R13       | 340/620R13                  |                                               |
| 安全基準           | 2006年F1に基づく | 2002年インターF3000に基づく |                                               |

エンジン
- より多くのエンジンメーカーが参加しやすいレギュレーションを確立する
- 現状の音量規制を遵守し、且つ、より魅力のある音を追求する
- 目標出力600hp以上
- 3.4L、V型8気筒
- 最低重量120kg
- 3レースで使用できるエンジンは1基とする
- オーバーテイクボタンの搭載

|                | 新型エンジン | 現行エンジン | 備考                             |
| -------------- | ------------ | ------------ | -------------------------------- |
| 排気量         | 3,400cc      | 3,000cc      |                                  |
| 出力           | 600/hp+α     | 550/hp       |                                  |
| 気筒数         | V型8気筒     | V型8気筒     | バンク角90°                      |
| 吸気           | 自然吸気     | 自然吸気     |                                  |
| 重量           | 120kg        | 127kg        | エアボックス、エアフィルター込み |
| 回転数制限     | 10,700rpm    | 10,300rpm    |                                  |
| 回転数制限方式 | ECU          | ECU          |                                  |

上記の2009年シャシー及びエンジンのスペックから、ハード面での大幅なパフォーマンスアップが期待された。また、エンジンに関しては2009年からのSUPER GTのGT500クラスと基本設計は同じものを使用した。

### 2012年
本来であれば、FN09の導入から3年が経過する2012年は新型シャシーの導入時期となり、それに併せて新しい中期計画が発表されるのが通例であったが、2011年のシーズン開幕前記者会見でJRP社長の白井裕は、新型シャシー導入について「昨今の経済情勢を踏まえると難しいだろう」と語り、非公式ながら当面の間従来のFN09をアップデートしながら継続使用する考えを示した。その後2012年3月に、FN09は2013年まで使用し、2014年から新シャシーに切り替えるスケジュールが明らかにされている。
なお将来的には、新たにハイブリッドシステム「System-E（仮称）」を導入する方針である。当初はエネルギー回生を行わないシステムとなる予定だったが、2011年9月に行われたテストではF1における運動エネルギー回生システム（KERS）相当のシステムとなった。基本システムは共通とするもののバッテリーについては自由競争とすることで、バッテリーメーカー間の開発競争が起きることを期待している。ただ当初は2012年からの導入を予定していたが、その後導入時期が2014年→2015年と延期されている。
それ以外に、2012年からはシンガポールでのレース（現在のシンガポール市街地コースではなく、新設するサーキットでのレースを予定）を行う方針で調整が進められていたが、運営会社が入札時に不正を行ったことが明るみに出たこともあり工事は中断し、結局「開催の話は白紙に戻った」という形になった。
2012年3月26日の開催概要発表会にて「フォーミュラ・ニッポン」の名称はこの年限りとし、一般公募で選ばれた新名称を2013年より使用することが発表され、8月5日に新名称を「全日本選手権スーパーフォーミュラシリーズ」に決定したことが発表された。

## 歴代チャンピオン
- エンジンチューナー部門は2004年までの開催

| 年     | ドライバー （所属チーム/マシン）                                            | チーム （マシン）                                                    | エンジンチューナー |
| ------ | --------------------------------------------------------------------------- | -------------------------------------------------------------------- | ------------------ |
| 1996年 | ラルフ・シューマッハ （X-JAPAN Racing Team Le Mans/レイナード・無限・東名） | X-JAPAN Racing Team Le Mans （レイナード・無限・東名）               | 東名エンジン       |
| 1997年 | ペドロ・デ・ラ・ロサ （SHIONOGI TEAM NOVA/ローラ・無限・尾川）              | SHIONOGI TEAM NOVA （ローラ・無限・尾川）                            | 尾川自動車         |
| 1998年 | 本山哲 （LEMONed Racing Team Le Mans/レイナード・無限）                     | LEMONed Racing Team Le Mans （レイナード・無限）                     | 東名エンジン       |
| 1999年 | トム・コロネル （PIAA NAKAJIMA RACING/レイナード・無限）                    | PIAA NAKAJIMA RACING （レイナード・無限）                            | 尾川自動車         |
| 2000年 | 高木虎之介 （PIAA NAKAJIMA RACING/レイナード・無限）                        | PIAA NAKAJIMA RACING （レイナード・無限）                            | 尾川自動車         |
| 2001年 | 本山哲 （excite TEAM IMPUL/レイナード・無限）                               | TEAM 5ZIGEN （レイナード・無限）                                     | 東名エンジン       |
| 2002年 | ラルフ・ファーマン （PIAA NAKAJIMA RACING/レイナード・無限）                | PIAA NAKAJIMA RACING （レイナード・無限）                            | 東名エンジン       |
| 2003年 | 本山哲 （TEAM IMPUL/ローラ・無限）                                          | TEAM IMPUL （ローラ・無限）                                          | 東名エンジン       |
| 2004年 | リチャード・ライアン （DoCoMo TEAM DANDELION RACING/ローラ・無限）          | mobilecast TEAM IMPUL （ローラ・無限）                               | 東名エンジン       |
| 2005年 | 本山哲 （arting RACING TEAM with IMPUL/ローラ・無限）                       | mobilecast TEAM IMPUL arting RACING TEAM with IMPUL （ローラ・無限） | not held           |
| 2006年 | ブノワ・トレルイエ （mobilecast TEAM IMPUL/ローラ・トヨタ）                 | mobilecast TEAM IMPUL （ローラ・トヨタ）                             | not held           |
| 2007年 | 松田次生 （mobilecast TEAM IMPUL/ローラ・トヨタ）                           | mobilecast TEAM IMPUL （ローラ・トヨタ）                             | not held           |
| 2008年 | 松田次生 （LAWSON TEAM IMPUL/ローラ・トヨタ）                               | LAWSON TEAM IMPUL （ローラ・トヨタ）                                 | not held           |
| 2009年 | ロイック・デュバル （NAKAJIMA RACING/スウィフト・ホンダ）                   | NAKAJIMA RACING （スウィフト・ホンダ）                               | not held           |
| 2010年 | ジョアオ・パオロ・デ・オリベイラ （Mobil 1 TEAM IMPUL/スウィフト・トヨタ）  | Mobil 1 TEAM IMPUL （スウィフト・トヨタ）                            | not held           |
| 2011年 | アンドレ・ロッテラー （PETRONAS TEAM TOM'S/スウィフト・トヨタ）             | PETRONAS TEAM TOM'S （スウィフト・トヨタ）                           | not held           |
| 2012年 | 中嶋一貴 （PETRONAS TEAM TOM'S/スウィフト・トヨタ）                         | DOCOMO TEAM DANDELION RACING （スウィフト・ホンダ）                  | not held           |

### ルーキー・オブ・ザ・イヤー
- 2008～2011年の開催

| 年     | ルーキー・オブ・ザ・イヤー                          |
| ------ | --------------------------------------------------- |
| 2008年 | 平手晃平 （TP Checker TEAM IMPUL/ローラ・トヨタ）   |
| 2009年 | 塚越広大 （HFDP RACING/スウィフト・ホンダ））       |
| 2010年 | 山本尚貴 （NAKAJIMA RACING/スウィフト・ホンダ）     |
| 2011年 | 中嶋一貴 （PETRONAS TEAM TOM'S/スウィフト・トヨタ） |

## シリーズ参戦したF1ドライバー
シリーズランキング3位以内のドライバーはF1参戦に必要なスーパーライセンスの発給資格を得られることから、過去には数多くのF1ドライバーを輩出した。しかし、後年は海外を拠点に移してF1を目指す日本人ドライバーが増えたことや、運営側がインディカー・シリーズのような独立カテゴリーを目指したこともあって、F1にステップアップするドライバーはほとんど見られなくなった。
| ドライバー               | 参戦年                     | FNの年間成績 | F1参戦歴                                                                           |
| ------------------------ | -------------------------- | --- | ---------------------------------------------------------------------------------- |
| 星野一義                 | 1996                       | 1996年3位 | 1976-1977（ヒーローズ）                                                            |
| 服部尚貴                 | 1996, 2000-2005            | 1996年2位、2000年8位、2001年2位、2002年8位、2003年13位、2004年9位、2005年12位                                         | 1991（コローニ）                                                                   |
| 鈴木利男                 | 1996-1997                  | 1996年12位、1997年13位                                                                                                | 1993（ラルース）                                                                   |
| マルコ・アピチェラ       | 1996-1997                  | 1996年16位、1997年12位                                                                                                | 1993（ジョーダン）                                                                 |
| 野田英樹                 | 1998-2001, 2003-2005       | 1998年10位、1999年11位、2000年5位、2001年21位、2003年14位、2004年15位、2005年16位                                     | 1994（ラルース）                                                                   |
| ラルフ・シューマッハ     | 1996                       | 1996年チャンピオン | 1997-2007（ジョーダン、ウィリアムズ、トヨタ）                                      |
| 中野信治                 | 1996                       | 1996年6位 | 1997-1998（プロスト、ミナルディ）                                                  |
| ヴィンセンツォ・ソスピリ | 1997                       | 1997年34位 | 1997（ローラ）                                                                     |
| ノルベルト・フォンタナ   | 1996-1998                  | 1996年5位、1997年3位、1998年4位                                                                                       | 1997（ザウバー）                                                                   |
| 高木虎之介               | 1996-1997, 2000, 2005-2007 | 1996年4位、1997年6位、2000年チャンピオン、2005年15位、2006年18位、2007年16位                                          | 1998-1999（ティレル、アロウズ）                                                    |
| エスティバン・トゥエロ   | 1997                       | 1997年16位 | 1998（ミナルディ）                                                                 |
| ペドロ・デ・ラ・ロサ     | 1996-1997                  | 1996年8位、1997年チャンピオン                                                                                         | 1999-2002, 2005-2006, 2010-2012（アロウズ、ジャガー、マクラーレン、ザウバー、HRT） |
| アレックス・ユーン       | 2000-2001                  | 2000年18位、2001年16位                                                                                                | 2001-2002（ミナルディ）                                                            |
| 佐藤琢磨                 | 2012                       | 2012年15位 | 2002-2008（ジョーダン、BAR、スーパーアグリ）                                       |
| ラルフ・ファーマン       | 1997-2002                  | 1997年8位、1998年8位、1999年4位、2000年9位、2001年4位、2002年チャンピオン                                             | 2003（ジョーダン）                                                                 |
| ナレイン・カーティケヤン | 2001                       | 2001年15位 | 2005, 2011-2012（ジョーダン、 HRT）                                                |
| 井出有治                 | 2003-2008, 2010            | 2003年7位、2004年3位、2005年2位、2006年21位、2007年13位、2008年19位、2010年15位                                       | 2006（スーパーアグリ）                                                             |
| 山本左近                 | 2005-2006                  | 2005年10位、2006年11位                                                                                                | 2006-2007, 2010（スーパーアグリ、スパイカー、 HRT）                                |
| 中嶋一貴                 | 2011-2012                  | 2011年2位、2012年チャンピオン                                                                                         | 2007-2009（ウィリアムズ）                                                          |
| アンドレ・ロッテラー     | 2003-2012                  | 2003年5位、2004年2位、2005年4位、2006年3位、2007年5位、2008年3位、2009年3位、2010年2位、2011年チャンピオン、2012年4位 | 2014（ケータハム）                                                                 |

## 競技運営

### 運営に関する論議
メディアからは「ドライバーやバトルは高レベル」と評されるものの、興行は現在（2013年よりスーパーフォーミュラ）に至るまで苦戦が続いている。さらには、地上波でのテレビ中継が2005年に打ち切られ（詳細は後述）、2008年以降の世界的な景気低迷等から高木虎之介、本山哲、松田次生、ブノワ・トレルイエといったチャンピオン経験者までもがシートを失うこととなった。
これに対しJRPでは、前述の中期計画でSUPER GT・GT500クラスとのエンジン共通化を発表したり、2010年には1994年（旧全日本F3000時代）以来となるノンタイトル戦をSUPER GTとの合同開催で実施するなど、ここ数年はSUPER GTとの連携を強化する方向性を打ち出している。

## スポンサー

### シリーズパートナー
シリーズを支援する企業を“シリーズパートナー”と呼び、初年度には6社が名を連ねた。しかし、経済状況の悪化やシリーズの人気低迷から企業数は減少、2010年以降は2社のみになった。
- ホンダ（1996年 - 2012年）
- トヨタ（2008年 - 2012年）

過去のシリーズパートナー
- ブリヂストン（1996年 - 2009年）
- ポニーキャニオン（1996年 - 1997年）
- マイルドセブン（日本たばこ産業、1996年 - 2000年） ※2000年の第1戦のみ「キャビン」
- ミリオンカード（1996年 - 2002年） ※2002年は「UFJカード」
- 神奈川クリニック（1996年）
- 鹿島建設（1997年 - 2006年）
- ウイダーinゼリー（森永製菓、2000年 第6戦 - 2002年）

### シリーズサポーター
2005年より“シリーズサポーター”と呼ばれる企業が新たに支援に加わった。
- ブリヂストン（2010年 - 2012年） - シリーズ発足以来シリーズパートナーを務めてきたが、2010年よりシリーズサポーターとして支援している。

過去のシリーズサポーター
- 奥の松酒造（2005年 - 2007年）- 同社の発泡日本酒「奥の松 純米大吟醸FN」が、2000年- 2007年まで表彰式のシャンパンファイトに採用された。
- オートバックス（2006年 - 2008年）
- 人気酒造（2008年 - 2010年）- 2008年から同社の発泡日本酒「人気一 スパークリング純米大吟醸」が表彰式に採用されている。

### プロモーションパートナー
2011年に新たなシリーズのパートナーとして開設された。
- 人気酒造（2011年 - 2012年）- 2008年からシリーズサポーターを務めていたが、2011年よりプロモーションサポーターとなった。

### 冠スポンサー
1997年のシリーズ後半（第6 - 10戦）にプレイステーションが冠スポンサーとなり、シリーズ名称が「全日本選手権プレイステーション フォーミュラ・ニッポン」となった。なお、シリーズが発足して以降、冠スポンサーが付いたのはこの時のみである。
過去の冠スポンサー
- プレイステーション（ソニー・コンピュータエンタテインメント、1997年 第6 - 10戦）

## レース放送

### 地上波放送
1995年に全日本F3000の全戦放映権を得たフジテレビが、フォーミュラ・ニッポン移行後も引き続き全戦放映権を持ち、2005年まで同系列で決勝当日の深夜に録画中継を行っていた。しかし、フジテレビとJRPは、地上波での全戦録画中継を2005年限りで打ち切ることで合意。代わりにモータースポーツに関する総合情報番組として『モタ・スポ!』を2006年4月から開始し、その中でフォーミュラ・ニッポンに関する情報を扱ったが、2008年9月をもって番組は終了した。2009年は『激走!GT』（テレビ東京）で全戦の模様がダイジェストで放送されたが、翌2010年3月を以て番組が終了したこともあり、扱われたのは1シーズンのみであった。これ以降、地上波ではレースの模様や情報などはほとんど放送されなくなった。

#### 出演者
実況
鈴木、福田、下田以外は当時フジテレビアナウンサーである。
- 野島卓 1996年 - 1998年
- 塩原恒夫 1996年 - 1998年
- 鈴木敏弘 1996年 - 2005年 ※テレビ静岡
- 長坂哲夫 1998年 - 1999年もてぎ戦のみ
- 竹下陽平 1998年 - 2005年
- 福田浩一 1999年美祢戦のみ ※テレビ熊本
- 伊藤利尋 2000年 - 2002年
- 下田恒幸 2000年第6戦菅生戦のみ ※仙台放送
- 西岡孝洋 2002年 - 2005年
- 長谷川豊 2003年 - 2005年

解説
- 熊倉重春（1996年 - 1998年）
- 高橋二朗（1997年 - 1998年、2002年 - 2005年）
- 土屋圭市（1999年 - 2001年）
- 永田康和（1999年第4戦富士戦のみ）
- 片山右京（2002年 - 2005年）

ナビゲーター
- 滝川なお（1998年）
- 搭堂なつ（1999年）

コメンテーター
- 大林素子（2000年第2戦 - 2001年）

ピットリポーター
- 高橋二朗（1996年）
- 林百合佳（1997年 - 1998年）
- 大林素子（1999年）
- 川崎かおり（1999年第8戦、最終戦）
- 飯田章（2000年 - 2005年）

### 衛星放送
BS・CS（スカパー!、スカパー!e2）やケーブルテレビでは、J SPORTSによる決勝の生中継が行われ、2005年まではフジテレビの地上波テレビ中継用の実況音声が用いられていたほか予選も中継されていた。その後のフジテレビの中継打ち切りに伴い、2006年はサーキットの場内FM放送「Pit-FM」などの実況音声を用いる形に変更され、予選の中継も廃止（決勝生中継の冒頭に予選ダイジェストを放送）された。2007年からはJ SPORTSによる実況と解説での放送となっている。2009年は3戦が同日録画中継であったが、2010年以降は全戦が生中継による放送となった。
この他、フジテレビ739では2004年から2008年3月まで専門情報番組『フォーミュラ・ニッポンTV』、BSフジでは2007年から『Fナビ!』が放送されていた。2010年からは、BSフジでレースを1時間のダイジェストにした『フォーミュラ・ニッポン○○○○』（○の部分には開催年が入る）がレース開催の翌週に放送された。

### インターネット放送
2010年よりGYAO! (Yahoo! JAPAN他)が決勝レース映像をノーカットで配信している。2011年にはUSTREAMにて有料での生放送が開始されたが、わずか2レースのみで中止となった。

## その他

### イメージソング
様々なグループや歌手の楽曲が、シリーズ毎のイメージソングとしてテレビ中継で使用され、サーキットでミニライブが行われることもあった。2005年以降イメージソングは制定されていなかったが、2011年に再び採用された。
- 大和撫子スーパースター - B'dash （1996年）
- DANSICK - BRANDIE （1997年）
- Hi - B'z （1998年）
- YOU MAY DREAM - GLAY （1999年）
- せつなさよりも遠くへ - SIAM SHADE （2000年）
- You'll be the champion - TUBE （2001年 - 2003年）
- Wheel of fortune - T.M.Revolution （2004年）
- PRAY FOR THE EARTH - EARTHSHAKER （2011年）

### イメージガール
1996年 （「フォーミュラ・ニッポン・ガールズ」と呼ばれた）
川嶋美代子、白川展子、萩原圭、渡辺由紀
1998年
VENUS（麻生奈未、北沢まりあ、田中沙斗子、原田ゆうか）
2003年
佐藤愛
2004年
丹治さやか、永井めぐみ、長谷川希
2005年
井本操
2011年
風香